# Сіфан Гассан
Сіфан Гассан (англ. Sifan Hassan; нар. 1 січня 1993) — нідерландська легкоатлетка ефіопського походження, яка спеціалізується в бігу на середні та довгі дистанції.

## Спортивні досягнення
Олімпійська чемпіонка з бігу на 5000 та 10000 метрів (2021) та марафонського бігу (2024). Бронзова олімпійська призерка з бігу на 1500 метрів (2021) та 5000 і 10000 метрів (2024). Фіналіста (5-е місце) олімпійських змагань з бігу на 1500 метрів (2016).
Чемпіонка світу з бігу на 1500 та 10000 метрів (2019). Срібна призерка чемпіонату світу з бігу на 5000 метрів (2023). Бронзова призерка чемпіонатів світу з бігу на 1500 метрів (2015, 2023) та 5000 метрів (2017). Фіналістка чемпіонату світу з бігу на 10000 метрів (4-е місце у 2022), 1500 метрів (5-е місце у 2017) та 5000 метрів (6-е місце у 2022).
Чемпіонка Діамантової ліги з бігу на 1500 та 5000 метрів (2019).
Чемпіонка світу в приміщенні з бігу на 1500 метрів (2016). Срібна призерка (з бігу на 3000 метрів) та бронзова призерка (з бігу на 1500 метрів) чемпіонату світу в приміщенні (2018). Фіналістка (5-е місце) змагань з біга на 3000 метрів на чемпіонаті світу в приміщенні (2014).
Переможниця Континентального кубку з бігу на 1500 метрів (2014) та 3000 метрів (2018).
Чемпіонка Європи з бігу на 1500 метрів (2014) та 5000 метрів (2018). Срібна призерка чемпіонатів Європи з бігу на 5000 метрів (2014) та 1500 метрів (2016).
Переможниця Чиказького та Лондонського марафонів (2023).
Чемпіонка Європи в приміщенні з бігу на 1500 метрів (2015).
Переможниця з бігу на 3000 метрів на Командному чемпіонаті Європи (2014).
Чемпіонка Нідерландів з бігу на 1500 метрів (2015) та 800 метрів (2016).

### Встановлені рекорди
| Категорія | Дисципліна   | Результат | Місто      | Дата       | Примітки             |
| --------- | ------------ | --------- | ---------- | ---------- | -------------------- |
| ER        | 5000 метрів  | 14.22,34  | Рабат      | 13.07.2018 | [ 1 ]                |
| ER        | напівмарафон | 1:05.15   | Копенгаген | 16.09.2018 | [ 2 ]                |
| WR        | 5 кілометрів | 14.44     | Монако     | 17.02.2019 | [ 3 ] [ 4 ]          |
| ER        | 3000 метрів  | 8.18,49   | Стенфорд   | 30.06.2019 | [ 5 ]                |
| WR        | 1 миля       | 4.12,33   | Фонв'єй    | 12.07.2019 | [ 6 ] [ 7 ]          |
| ER        | 5000 метрів  | 14.22,12  | Лондон     | 21.07.2019 | [ 8 ]                |
| ER        | 1500 метрів  | 3.51,95   | Доха       | 05.10.2019 | [ 9 ]                |
| WR        | 1 година     | 18 930 м  | Брюссель   | 04.09.2020 | [ 10 ] [ 11 ] [ 12 ] |
| ER        | 10000 метрів | 29.36,67  | Генгело    | 10.10.2020 | [ 13 ] [ 14 ]        |
| WR        | 10000 метрів | 29.06,82  | Генгело    | 06.06.2021 | [ 15 ] [ 16 ] [ 17 ] |
| ER        | 5000 метрів  | 14.13,42  | Лондон     | 23.07.2023 | [ 18 ] [ 19 ]        |
| ER        | марафон      | 2:13.44   | Чикаго     | 08.10.2023 | [ 20 ]               |

## Основні міжнародні виступи
| Рік  | Змагання                      | Місто          | Місце  | Дисципліна    | Примітки      |
| ---- | ----------------------------- | -------------- | ------ | ------------- | ------------- |
| 2014 | Командний чемпіонат Європи    | Брауншвейг     | 1      | 3000 метрів   |               |
| 2014 | Чемпіонат Європи              | Цюрих          | 1      | 1500 метрів   |               |
| 2014 | 2                             | 5000 метрів    |        |               |               |
| 2014 | Континентальний кубок         | Марракеш       | 1      | 1500 метрів   |               |
| 2015 | Чемпіонат Європи в приміщенні | Прага          | 1      | 1500 метрів   |               |
| 2015 | Чемпіонат світу               | Пекін          | 3      | 1500 метрів   |               |
| 2015 | Чемпіонат Європи з кросу      | Єр             | 1      | жіночий забіг |               |
| 2016 | Чемпіонат світу в приміщенні  | Портленд       | 1      | 1500 метрів   |               |
| 2016 | Чемпіонат Європи              | Амстердам      | 2      | 1500 метрів   |               |
| 2016 | Олімпійські ігри              | Ріо-де-Жанейро | 5      | 1500 метрів   |               |
| 2016 | 3заб5                         | 800 метрів     |        |               |               |
| 2017 | Чемпіонат світу               | Лондон         | 3      | 5000 метрів   |               |
| 2018 | Чемпіонат світу в приміщенні  | Бірмінгем      | 2      | 3000 метрів   | [ 21 ] [ 22 ] |
| 2018 | 3                             | 1500 метрів    | [ 23 ] |               |               |
| 2018 | Чемпіонат Європи              | Берлін         | 1      | 5000 метрів   |               |
| 2019 | Чемпіонат світу               | Доха           | 1      | 1500 метрів   | [ 9 ]         |
| 2019 | 1                             | 10000 метрів   | [ 24 ] |               |               |

## Визнання
- Легкоатлетка року в Європі (2021)[25]